# فاجعه زیست‌محیطی

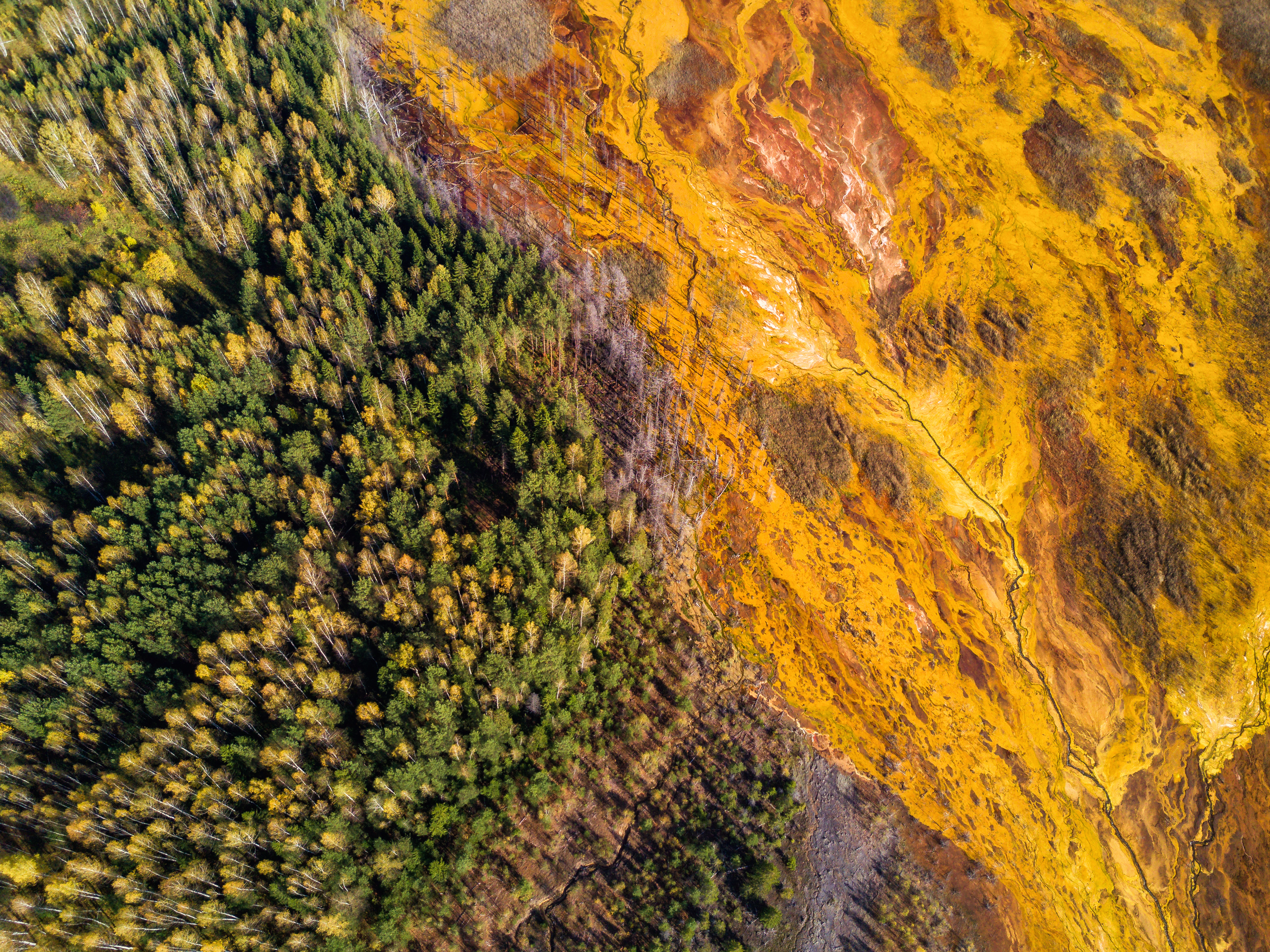
نابودی محیط زیست در لِویخا، روسیه به دلیل رواناب از یک معدن پیشین سولفید.

فاجعه زیست‌محیطی یا بلای زیست‌محیطی (به انگلیسی: Environmental disaster) یا فاجعه بوم‌شناختی به عنوان یک رویداد فاجعه‌آمیز در رابطه با محیط طبیعی که ناشی از فعالیت‌های انسانی است تعریف می‌شود. این نکته بلاهای زیست‌محیطی را از دیگر اختلال‌ها مانند رخدادهای طبیعی و اعمال جنگی عمدی مانند بمباران هسته‌ای متمایز می‌کند.
بلاهای زیست‌محیطی نشان می‌دهد که چگونه تأثیر تغییر زمین توسط انسان به پیامدهای گسترده و/یا بلندمدت منجر شده‌است. این بلاها شامل مرگ حیات وحش، انسان و گیاهان، یا نابسامانی شدید در زندگی یا سلامت انسان است که احتمالاً نیازمند مهاجرت است.

## بلاهای زیست‌محیطی
بلاهای زیست‌محیطی از نظر تاریخی بر کشاورزی، تنوع زیستی از جمله حیات وحش، اقتصاد و سلامت انسان تأثیر گذاشته‌است. شایع‌ترین دلیل‌ها شامل آلودگیهایی است که به آب‌های زیرزمینی یا پهنه‌ای از آب نفوذ می‌کند، انتشار گازهای گلخانه‌ای در جو و کاهش منابع طبیعی، فعالیت‌های صنعتی یا فعالیت‌های کشاورزی.